# (1234) Elyna
(1234) Elyna és l'asteroide número 1234 situat al cinturó principal. Va ser descobert per l'astrònom Karl Wilhelm Reinmuth des de l'observatori de Heidelberg, Alemanya, el 18 d'octubre de 1931. La seva designació alternativa és 1931 UF. Està anomenat per la Elyna, un antic gènere de plantes assimilat a la Kobresia.